# Bryum gyoerffianum
Bryum gyoerffianum là một loài rêu trong họ Bryaceae. Loài này được Györffy ex Podp. mô tả khoa học đầu tiên năm 1973.